# تحالف الشمس (بنين)
تحالف الشمس (بالفرنسية: Alliance Soleil)‏ هو تحالف سياسي في بنين. رئيسه الحالي هو ساكا لافيا.

## التاريخ
تأسس التحالف في 21 ديسمبر 2014 كتحالف بين الاتحاد للديمقراطية والتضامن الوطني والاتحاد من أجل الإغاثة وقوة الأمل، وهي ثلاثة أحزاب مقرها شمال بنين. تنافس كل من الاتحاد من أجل الإغاثة وقوة الأمل في الانتخابات البرلمانية لعام 2011 معًا، وفازوا بمقعدين.
في انتخابات أبريل 2015 البرلمانية، حصل التحالف على 6.7٪ من الأصوات، وفاز بأربعة مقاعد.